# Charles Abbot, 2. Baron Colchester

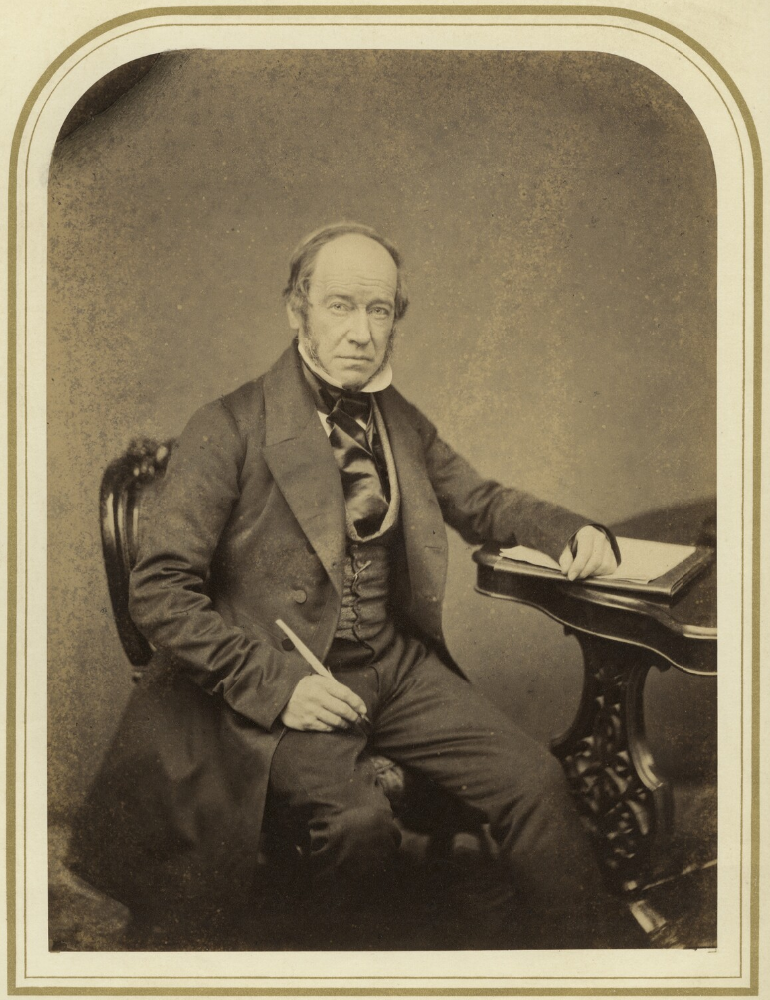
Charles Abbot, 2. Baron Colchester

Charles Abbot, 2. Baron Colchester PC (* 12. März 1798; † 18. Oktober 1867) war ein britischer Peer, Admiral und Politiker der Conservative Party, der 1852 Paymaster General sowie 1858 bis 1859 Generalpostmeister war. Darüber hinaus bekleidete er von 1845 bis 1847 die Funktion als Präsident der Royal Geographical Society.

## Leben

### Familiäre Herkunft und Offizier der Royal Navy
Abbot war der ältere der beiden Söhne von Charles Abbot, der zwischen 1795 und 1817 mit Unterbrechungen Mitglied des House of Commons sowie von 1802 bis 1817 Sprecher des Unterhauses war und 1817 als Baron Colchester, of Colchester in the County of Essex, zum erblichen Peer erhoben wurde, aus dessen Ehe mit Elizabeth Gibbes, Tochter von Sir Philip Gibbes, 1. Baronet. 
Er selbst trat nach dem Besuch der renommierten Westminster School am 8. April 1811 in die Royal Navy ein. Zunächst diente Abbot unter dem Kommandanten John Nash an Bord des Linienschiffs HMS Revenge, dem Flaggschiff von Rear-Admiral Arthur Kaye Legge. Nach seiner Rückkehr nach England wurde er im Juni 1812 an Bord der HMS Warspite versetzt, die unter dem Kommando von Henry Blackwood stand. Anschließend absolvierte er bis Oktober 1813 eine Ausbildung am Royal Naval College in Dartmouth. 
Nach einer anschließenden Verwendung an Bord von verschiedenen Schiffen wurde er im Frühjahr 1814 an Bord der HMS Bacchante versetzt, wo er unter dem Kommando von William Hoste und dann von Francis Stanfell diente. Mit diesem segelte er nach Nordamerika, wo er im September 1814 unter der Leitung von John Coape Sherbrooke und Edward Griffith Colpoys an der Expedition zu den Penobscot teilnahm. Im Dezember 1815 erfolgte seine Versetzung zu der von Murray Maxwell kommandierten Fregatte HMS Alceste, auf der er William Pitt Amherst, 1. Earl Amherst auf der nach ihm benannten Amherst-Mission ins Kaiserreich China begleitete.
Nach seiner Rückkehr nach England absolvierte Abbot seit dem 18. Februar 1817 eine dreimonatige Ausbildung zum Seeoffizier und wurde während seiner Verwendung an Bord der HMS Glasgow, einer Fregatte der Endymion-Klasse, von Captain Anthony Maitland 15. September 1817 zum Lieutenant befördert. Als solcher fand er zwischen dem 22. Juni 1818 und dem 27. Januar 1821 verschiedene Verwendungen an Bord der HMS Liffey, die unter dem Kommando von Henry Duncan stand. 
Anschließend übernahm er am 27. Januar 1821 sein erstes Kommando, und zwar über die im Mittelmeer operierende Sloop HMS Racehorse. Danach wurde er am 9. April 1823 Kommandant der Sloop HMS Columbine, die jedoch am 25. Januar 1824 bei der Insel Sapientza vor der Südwestküste der Peloponnes-Halbinsel sank. Am 30. November 1824 wurde Kommandant der Sloop HMS Rose und bekleidete diesen Posten bis zum 26. Januar 1826.

### Oberhausmitglied, Paymaster General und Postmaster General
Beim Tod seines Vaters erbte er am 8. Mai 1829 den Titel als 2. Baron Colchester und war somit bis zu seinem Tod Mitglied des Oberhauses. 
Zuletzt wurde er am 9. Oktober 1829 Kommandant der HMS Volage, die den im April 1831 den abgesetzten Kaiser von Brasilien Peter I. von Brasilien nach Cherbourg brachte. Als Kommandant dieses Schiffes nahm er im Winter 1832 auch am Embargo gegen das Königreich der Vereinigten Niederlande im Zuge der belgischen Revolution teil, ehe er im Januar 1833 mit halben Sold beurlaubt wurde, um sich seinen politischen Aktivitäten zu widmen.
1845 wurde er Nachfolger von Roderick Murchison als Präsident der Royal Geographical Society (RGS) und bekleidete diese Funktion bis zu seiner Ablösung durch William John Hamilton 1847.
Am 27. Februar 1852 wurde Lord Colchester von Premierminister Edward Smith-Stanley, 14. Earl of Derby zum Generalzahlmeister (Paymaster General) berufen und bekleidete diese Funktion bis zum 17. Dezember 1852. Zeitgleich bekleidete er das damit verbundene Amt als Vize-Handelsminister (Vice-President of the Board of Trade) und wurde 1852 auch zum Mitglied des Privy Council (PC) ernannt. 1854 wurde er zum Rear-Admiral befördert.
In der zweiten Regierung des Earl of Derby bekleidete Lord Colchester vom 13. März 1858 bis zum 11. Juni 1859 das Amt des Generalpostmeisters (Postmaster General). Nachdem er 1860 zum Vice-Admiral befördert worden war, erfolgte zuletzt 1864 seine Beförderung zum Admiral.
Lord Colchester heiratete am 4. Februar 1836 Hon. Elizabeth Susan Law, die älteste Tochter von Edward Law, 1. Baron Ellenborough, der zwischen 1802 und 1818 Lord Chief Justice war. Aus dieser Ehe ging sein einziger Sohn Reginald Charles Edward Abbot hervor, der bei seinem Tod den Titel als 3. Baron Colchester erbte.